# Magny-Châtelard
Magny-Châtelard és un municipi francès situat al departament del Doubs i a la regió de Borgonya - Franc Comtat. L'any 2007 tenia 25 habitants.

## Demografia

### Població
El 2007 la població de fet de Magny-Châtelard era de 25 persones. Hi havia 10 famílies de les quals 5 eren parelles sense fills i 5 parelles amb fills.
La població ha evolucionat segons el següent gràfic:
Habitants censats

### Habitatges
Tots els 9 habitatges que hi havia el 2007 eren l'habitatge principal de la família. 8 eren cases i 1 era un apartament. Dels 9 habitatges principals, 8 estaven ocupats pels seus propietaris i 1 estava cedit a títol gratuït; 1 tenia tres cambres, 2 en tenien quatre i 6 en tenien cinc o més. 6 habitatges disposaven pel capbaix d'una plaça de pàrquing. A 5 habitatges hi havia un automòbil i a 4 n'hi havia dos o més.

### Piràmide de població
La piràmide de població per edats i sexe el 2009 era:
| Homes | Edats   | Dones |
| ----- | ------- | ----- |
| 0     | 95 o +  | 0     |
| 0     | 90 a 94 | 0     |
| 0     | 85 a 89 | 0     |
| 0     | 80 a 84 | 0     |
| 0     | 75 a 79 | 0     |
| 0     | 70 a 74 | 0     |
| 0     | 65 a 69 | 4     |
| 0     | 60 a 64 | 0     |
| 0     | 55 a 59 | 0     |
| 0     | 50 a 54 | 0     |
| 0     | 45 a 49 | 0     |
| 0     | 40 a 44 | 0     |
| 0     | 35 a 39 | 0     |
| 0     | 30 a 34 | 0     |
| 0     | 25 a 29 | 0     |
| 0     | 20 a 24 | 0     |
| 0     | 15 a 19 | 0     |
| 0     | 10 a 14 | 0     |
| 0     | 5 a 9   | 0     |
| 0     | 0 a 4   | 0     |

## Economia
Totes les 16 persones en edat de treballar el 2007 eren actives. De les 16 persones actives 15 estaven ocupades (8 homes i 7 dones) i 1 aturada (1 dona i 1 dona)
Activitats econòmiques
L'any 2000 a Magny-Châtelard hi havia 5 explotacions agrícoles.

## Poblacions més properes
El següent diagrama mostra les poblacions més properes.